# 孔昭文
孔昭文（1932年—），山东牟平人，祖籍山東曲阜，中国人民解放军将领、中国人民解放军中将。

## 生平
1993年，授予中国人民解放军中将，曾任兰州军区政治部主任。